# جیمز بران
جیمز بران (انگلیسی: James Browne؛ ۱۶ سپتامبر ۱۸۳۹ – ۱۳ ژوئن ۱۸۹۶) فرد نظامی اهل بریتانیا بود. وی همچنین برندهٔ جوایزی همچون نشان حمام شده‌است.